# Antoine-René de Voyer, markýz d'Argenson
Antoine-René de Voyer de Paulmy, markýz d'Argenson (francouzsky Marc-Antoine-René de Voyer de Paulmy, 3. marquis d'Argenson, comte et seigneur d'Argenson, vicomte de Mouzé, seigneur de Paulmy) (22. listopadu 1722 Valenciennes – 13. srpna 1787 Paříž) byl francouzský šlechtic, diplomat a státník. Díky vlivným rodinným vazbám zastával od mládí vysoké funkce ve státní správě, poté působil jako diplomat ve Švýcarsku, Polsku, Portugalsku a Benátkách. V letech 1757–1758 byl francouzským ministrem války. Proslul také jako výzanmný mecenáš umění, byl členem Francouzské akademie a uplatnil se i jako spisovatel. Jako bibliofil soustředil sbírku knih o rozsahu 100 000 svazků (dnes součást Francouzské národní knihovny).

## Životopis

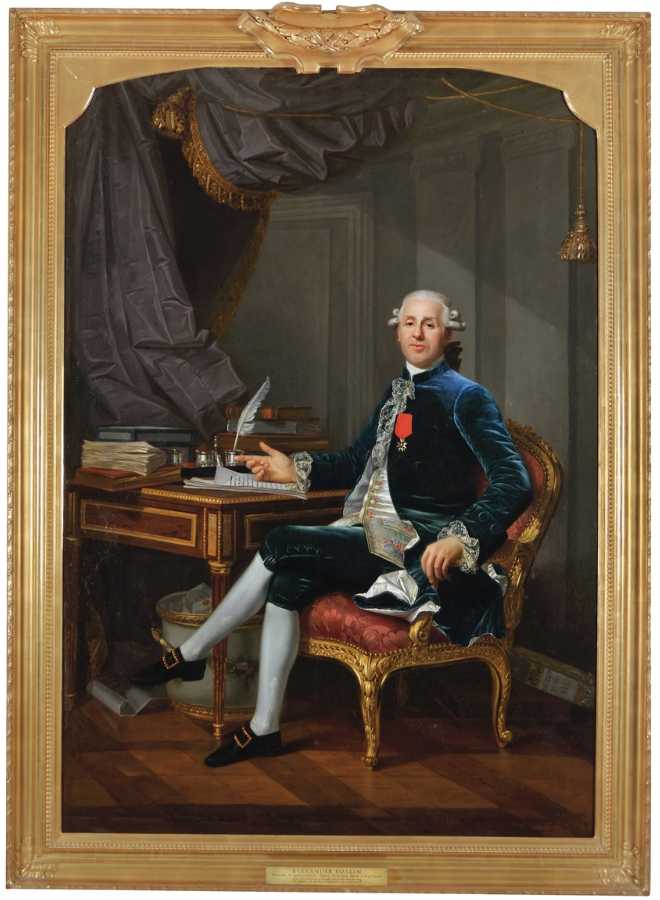
Portrét markýze d'Argenson (cca 1780)

Pocházel ze staré šlechtické rodiny připomínané od 13. století, později v 17. století se potomci začali prosazovat ve státní správě, diplomacii a armádě. Byl jediným synem ministra zahraničí Reného Louise, markýze d'Argenson (1694–1757) a jeho manželky Marie Madeleine Méliand. Díky vlivnému postavení svého otce a strýce absolvoval rychlou kariéru ve státní správě, již ve dvaceti letech byl královským prokurátorem (Avocat du Roi) (1742), poté se stal radou parlamentu v Paříži (1744) a od roku 1747 byl s titulem maître des requêtes právníkem ve státní radě. V roce 1747 byl ve funkci generálního komisaře přidělen na ministerstvo války ke svému strýci (Marc-Pierre de Voyer, hrabě d'Argenson). V letech 1748–1751 byl vyslancem ve Švýcarsku, po návratu do Francie znovu působil jako generální komisař na ministerstvu války a byl pověřován inspekcemi vojenských jednotek a opevnění. Když byl intrikami markýzy de Pompadour jeho strýc donucen k rezignaci, převzal sám funkci ministra války (3. února 1757), za složitých poměrů sedmileté války ale již po roce odstoupil. V letech 1759–1765 byl vyslancem ve Varšavě, kde se mu po úmrtí Augusta III. nepodařilo prosadit francouzského kandidáta na uvolněný polský trůn. Ve funkci vyslance byl přeložen do Lisabonu (1765–1766), usiloval také o prestižní post vyslance ve Vatikánu, kterého ale nedosáhl. Nakonec byl v letech 1766–1770 velvyslancem v Benátské republice (post francouzského vyslance v Benátkách zastávali již dva jeho předkové v 17. století).
Proslul jako sběratel umění, bibliofil a spisovatel. Již v roce 1748 byl zvolen členem Francouzské akademie, později byl také členem Akademie věd a Akademie písemností a krásné literatury. Uplatnil se i jako spisovatel, byl autorem románů čerpajících z období starověku a středověku, publikoval také mnoho výňatků ze svých bohatých knižních sbírek. Z čestných funkcí byl také kancléřem Řádu sv. Ludvíka a pokladníkem královských řádů. Po otci se v roce 1757 stal dědicem titulu markýze d'Argenson.

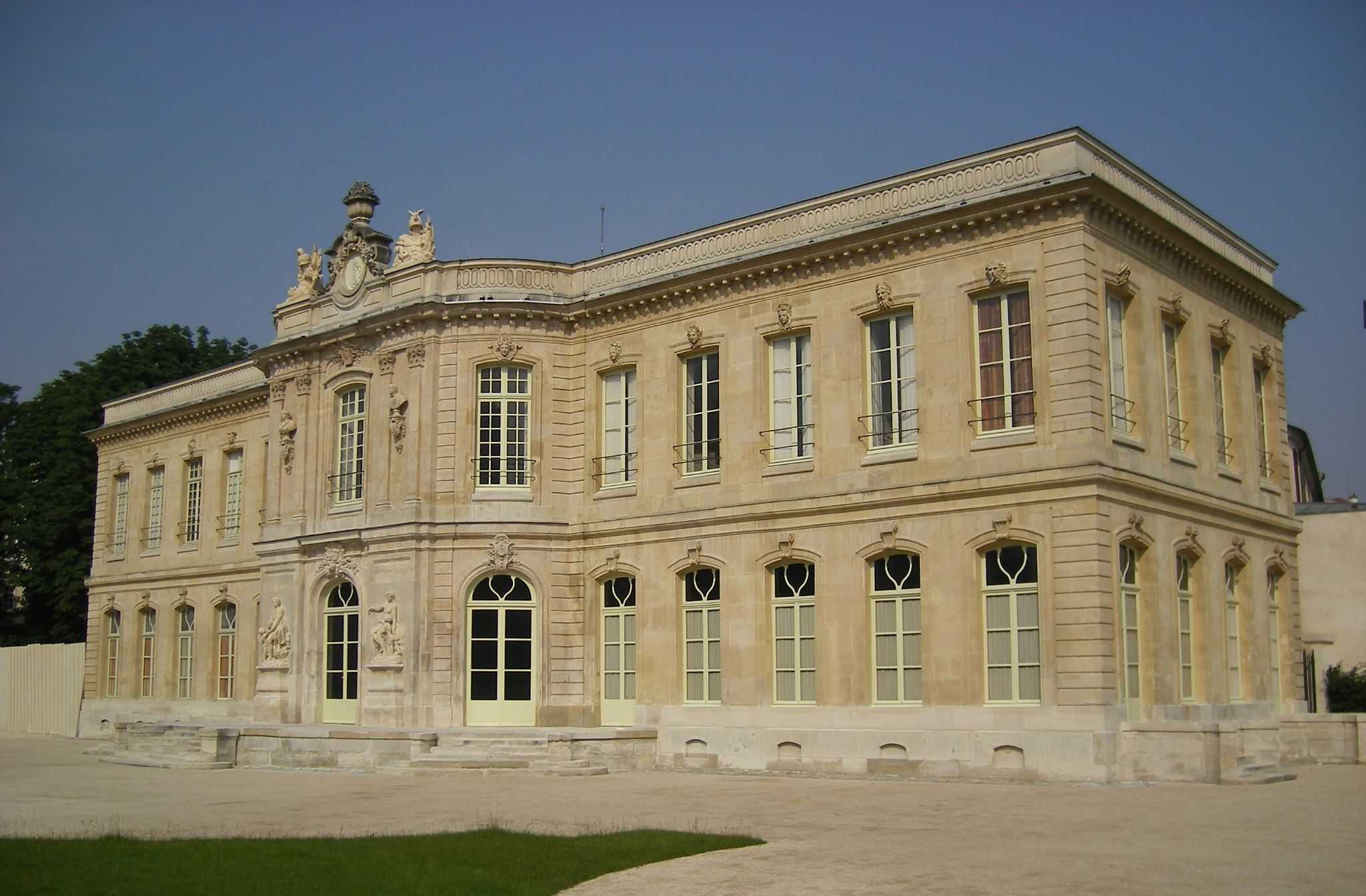
Zámek Asnières

Jeho hlavním sídlem byl zámek Asnières severně od Paříže. Panství koupil v roce 1750 a poté nechal radikálně přestavět zámek ve stylu doznívajícího baroka a nastupujícího rokoka. K výstavbě zámku a jeho vnitřní výzdobě přizval přední architekty a výtvarné umělce a Asnières se stalo ukázkovým příkladem honosného francouzského šlechtického sídla poloviny 18. století. V interiérech zámku byly soustředěny hodnotné sbírky renesančního malířství nebo čínského porcelánu. Již ve své době byla slavná d'Argensonova knihovna čítající 100 000 svazků. Náklady spojené s budováním zámku a nákupy uměleckých předmětů vedly k vysokému zadlužení a v roce 1769 musel d'Argenson celé panství prodat. Součástí zámku byly také stáje pro 120 koní, které již v roce 1764 přešly pod státní správu. Ve své závěti stanovil d'Argenson podmínku o uchování knihovny v celistvém stavu. Celou ji v roce 1787 koupil hrabě d'Artois, mladší bratr Ludvíka XVI. V současnosti je sbírka knih součástí Národní knihovny.
Byl dvakrát ženatý, z druhého manželství se Suzanne Marguerite, rozenou Fyot de la Marche (1731–1784), měl jedinou dceru Madeleine Suzanne (1752–1813). Ta byla dvorní dámou královny Marie Antoinetty a manželkou Anne Charlese de Montmorency-Luxembourg, vévody de Châtillon et de Piney (1737–1803), který byl generálporučíkem královské armády, v roce 1789 poslancem Generálních stavů na počátku Velké francouzské revoluce a později oba manželé emigrovali.
Jeho bratrancem byl Marc-René de Voyer, hrabě d'Argenson (1722–1782), který v armádě dosáhl hodnosti generálporučíka a proslul především jako chovatel koní.